# رسالة حبوش
رسالة حبوش، أو مذكرة حبوش، هي رسالة مكتوبة بخط اليد مؤرخة 1 يوليو 2001، والتي يبدو أنها تشير إلى وجود صلة بين القاعدة والحكومة العراقية. ويُزعم أنها كانت رسالة مباشرة بين رئيس المخابرات العراقية، اللواء طاهر جليل حبوش، والرئيس العراقي صدام حسين، تحدد التدريب على المهام الذي يُزعم أن محمد عطا، أحد منظمي هجمات 11 سبتمبر، تلقاه في العراق. وزعمت الرسالة أيضا أن حسين قبل شحنة من النيجر، مما يشير على ما يبدو إلى ما يسمى بمحاولة شراء اليورانيوم التي أشار إليها رئيس الولايات المتحدة جورج دبليو بوش في خطابه عن حالة الاتحاد في يناير 2003.
وكانت صحة هذه الرسالة موضع جدل منذ نشرها لأول مرة في ديسمبر 2003. في عام 2008، ادعى الصحفي رون ساسكيند أن وكالة المخابرات المركزية الأمريكية قامت بتزوير هذا الأمر تحت إشراف البيت الأبيض. وأنكر مصدران لساسكيند علمهما بأن شخصا ما في سلسلة قيادتهما أمر بتزوير الرسالة. أصدر جون كونيرز، رئيس اللجنة القضائية في مجلس النواب الأمريكي، تقريراً عن هذه الادعاءات في عام 2009، خلص فيه إلى أن «الشخصيات الحكومية التي أمرت وكتبت عن التزوير الواضح... لا تزال غير معروفة».

## معلومات أساسية
في 13 ديسمبر 2003، وهو اليوم الذي ألقت فيه قوات الولايات المتحدة القبض على صدام حسين، نشرت صحيفة ديلي تلغراف في صفحتها الأولى تقريرا لم يقتصر على الادعاء بأن صدام حسين قام بتدريب أحد مختطفي الطائرات في هجمات 11 سبتمبر، بل إن حكومته كانت تتوقع، بمساعدة «خلية من تنظيم القاعدة»، أن تتلقى شحنة مشبوهة من النيجر. كتبت هذه المقالة الحصرية والمقالة الثانية من قبل المحرر التنفيذي الأجنبي للصحيفة، كون كوغرين.
استمدت معلومات كوغرين من مذكرة استخباراتية سرية زُعم أنها كُتبت بخط اليد خلال الأيام الأخيرة من تولي صدام حسين السلطة، واكتشفتها فيما بعد الحكومة العراقية المؤقتة المشكلة حديثاً، والتي تلخص العلاقة التنفيذية بين محمد عطا وجهاز المخابرات العراقي. محمد عطا هو أحد المرتبطين المعروفين بتنظيم القاعدة وأحد مختطفي هجمات 11 سبتمبر. وقد تم إرسال الرسالة، التي وقعها الجنرال طاهر جليل حبوش التكريتي، رئيس المخابرات العراقية، إلى الرئيس العراقي. وقال كوغرين إنه تلقى الوثيقة من «عضو بارز في الحكومة العراقية المؤقتة»، على الرغم من أن هذا الشخص «رفض الكشف عن مكان وكيفية الحصول على الوثيقة».

## المحتوى
وقد وُصفت رسالة حبشوش المؤرخة 1 يوليو 2001 بأنها «مادة استخباراتية» وكتبت إلى «رئيس حزب البعث ورئيس الجمهورية، حفظكم الله». وتابعت قائلة:

## الرد الأولي على الرسالة

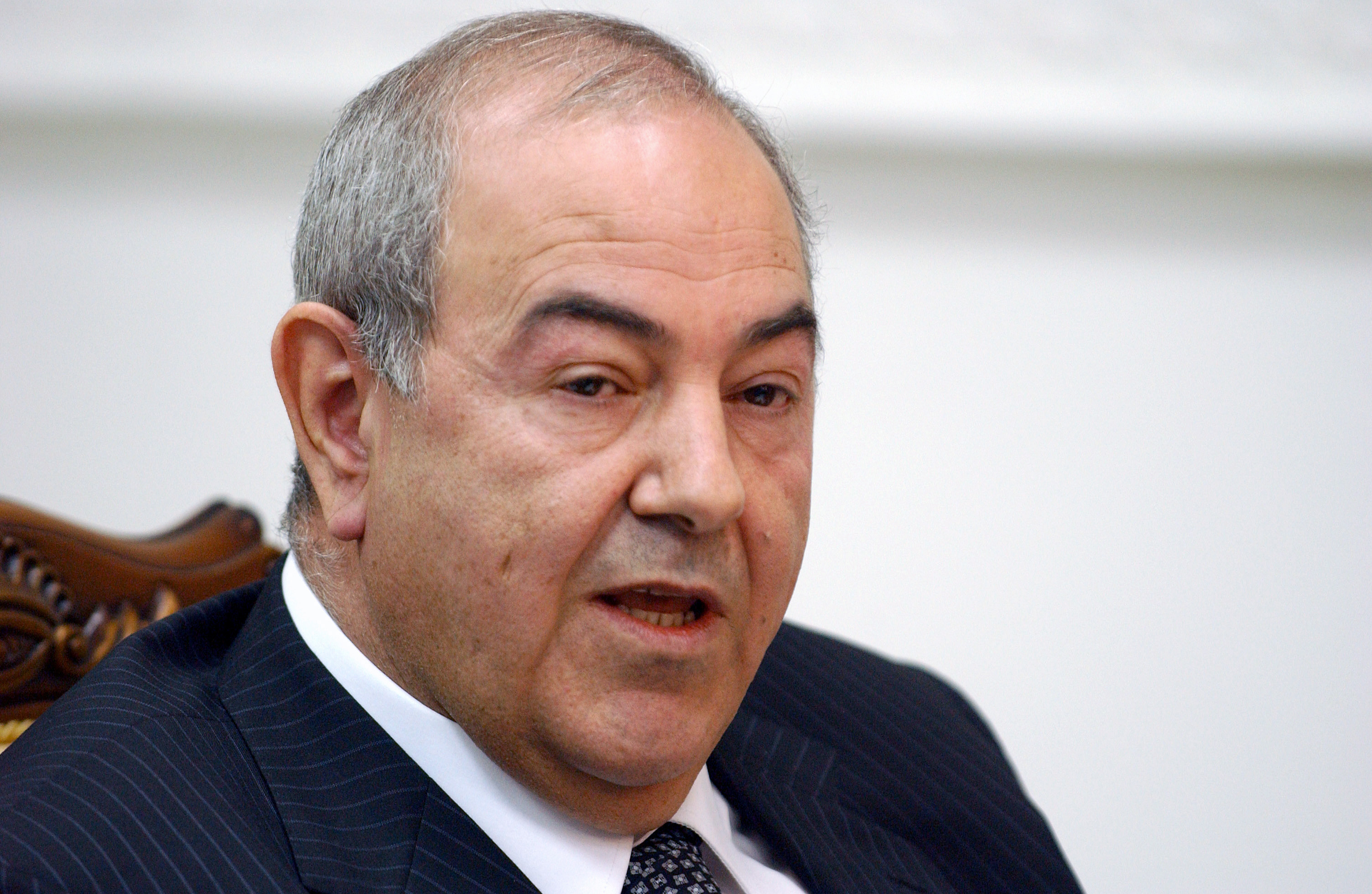
إياد علاوي

نقل التقرير الأصلي عن رئيس الوزراء العراقي المؤقت إياد علاوي قوله إنه قدم تأكيدًا شخصيًا على صحة الوثيقة: «لقد عثرنا على أدلة على ارتباط صدام بالقاعدة. ولكن هذا هو الدليل الأكثر إقناعا الذي وجدناه حتى الآن. ويظهر ان صدام لم يكن على اتصال بالقاعدة فحسب بل كان على اتصال بالمسؤولين عن هجمات 11 سبتمبر.»
سرعان ما أعيد طبع القصة وتكرارها من قبل العديد من كتاب الأعمدة المحافظين في أمريكا، بما في ذلك كاتب العمود النقابي ديروي مردوخ وويليام سافير. تحدث سافير عن هذه الوثيقة في مقالة في صحيفة نيويورك تايمز ادعى فيها أن صدام حسين حاول إخفاء صلته بأحداث الحادي عشر من سبتمبر باغتيال أبو نضال الذي ادعت الرسالة أنه كان مع محمد عطا.
بعد ثلاثة أسابيع، في مقابلة مع روكي ماونتن نيوز، تحدث نائب الرئيس ديك تشيني بشكل أكثر استفاضة عن مزاعم صدام حسين بارتباطه بالقاعدة:

### الشكوك
في 17 ديسمبر 2003، أوجز مقال نشرته مجلة نيوزويك بعنوان «مرصد الإرهاب: الصلات المشبوهة بين عطا وصدام» بقلم مايكل إيسيكوف ومارك هوسنبول بعض الأسباب الرئيسية للشك في صحة الرسالة:
ونقلت المقالة أيضا عن خبير وثائق عراقي يدعى حسن منيمنة، فضلا عن مسؤولين أمريكيين لم تذكر أسماؤهم، ادعوا أن الوثيقة يمكن أن تكون جزءا من «تجارة جديدة مزدهرة بوثائق عراقية مشبوهة».

## ادعاءات رون ساسكيند
وادعى رون ساسكيند في كتابه لعام 2008 الطريق إلى العالم، أن البيت الأبيض قام بتزوير رسالة حبوش، بالتعاون مع كبار المسؤولين في وكالة المخابرات المركزية، بما في ذلك نائب مدير العمليات روبرت ريشر. وكان القصد من الرسالة أن تستخدم كدليل على وجود صلة بين تنظيم القاعدة وصدام حسين، مما يبرر غزو العراق.
كانت الفكرة هي تسليم الرسالة إلى حبوش والسماح له بنسخها على قرطاسية من الحكومة العراقية بخط يده الأنيق لجعلها تبدو قانونية. ثم ستحضر وكالة المخابرات المركزية المنتج النهائي إلى بغداد وتسمح لأناس بنشرها على وسائل الإعلام.
ويمضي ساسكيند في وصف ما يعتقد أنه سيحدث بعد ذلك: تحدث ريشر مع جون ماغواير، خبير وكالة المخابرات المركزية في العراق، الذي قال إن الخطة لن تنجح لأن حبوش نفسه لن يوقع على أي شيء لأن التمرد سيؤذي عائلته. وفقًا لساسكيند، أدى ذلك إلى قيام البيت الأبيض بإخبار وكالة المخابرات المركزية بكتابة الرسالة بخط اليد. وجاء في كتاب ساسكيند أن الأمر الجديد نقل في نهاية المطاف إلى فريق العمليات في العراق الذي قام بتنفيذه. سافر ماغواير إلى بغداد للمساعدة في إدارة محطة وكالة المخابرات المركزية هناك، ولم يشارك مباشرة في المهمة باستثناء مناقشة المهمة مع ريشر.
كما يزعم ساسكيند أن حبوش، الذي ما زال يحمل مكافأة قدرها مليون دولار عن إلقاء القبض عليه، أعيد توطينه سرا في الأردن من قبل وكالة الاستخبارات المركزية الأميركية بالاستعانة بخمسة ملايين دولار من أموال دافعي الضرائب الأميركيين.
ادعى ساسكيند أنه أجرى مقابلات مسجلة مع ريشر وماغواير ونايجل إنكستر من المخابرات السرية البريطانية، الذين شهدوا على ما يبدو أن البيت الأبيض كان وراء تزوير الرسالة. وفقا لنسخة جزئية من مقابلة أجراها ساسكيند مع ريشر نشرت على موقع ساسكيند على شبكة الإنترنت، رأى ريشر رسالة على قرطاسية البيت الأبيض، تم تمريرها في صفوف وكالة المخابرات المركزية - من خلال مدير وكالة المخابرات المركزية آنذاك جورج تينيت، ثم إلى نائب مدير العمليات جيمس بافيت، ثم إلى رئيس أركان بافيت، الذي أرسل الرسالة إلى ريشر. وقال ريشر إن الرسالة، التي قد تأتي أو لا تأتي من مكتب نائب الرئيس، تصف خطة لخلق وثيقة مزورة وإصدارها «كتمثيل اساسي لما يقوله حبوش».
في 5 أغسطس 2008، أصدر البيت الابيض بيانًا باسم جورج تنيت وروبرت ثري وجون ماغواير بدًا على مزاعم ساسكيند. قال تينيت:
وكما هو معروف جيدا، قاومت وكالة المخابرات المركزية، بناء على تعليماتي، الجهود التي بذلها البعض في الحكومة لتصوير صلات العراق بتنظيم القاعدة، وهي صلات تتجاوز نطاق الأدلة. من السخف الاعتقاد بأنني سوف أغير موقفنا فجأة وأخلق وأنشر أدلة زائفة تتعارض مع معتقداتنا.
وأصدرت وكالة المخابرات المركزية الأمريكية بيانها الخاص في 22 أغسطس 2008، ووصفت فيه ادعاءات ساسكيند بشأن حبوش بأنها «لم تتحقق», وأعقبها بيان ثان أصدره تينيت في اليوم نفسه، ووصف فيه مزاعم ساسكيند بأنها «خاطئة بشكل واضح من جميع النواحي». قال نايجل إنكستر لصحيفة الجارديان إن «وصف السيد ساسكيند لقاءنا كان رواية إبداعية أكثر من كونه ريبورتاج جاد».

## وصلات خارجية
- مقابلة مع رون ساسكيند – الجزء الأول, Democracy Now.
- مقابلة مع رون ساسكيند – الجزء الثاني, Democracy Now.